# 陳少珊
陳少珊（英語：CHAN Siu San, Maria，1973年7月1日—），香港女子劍擊運動員，嚴重急性呼吸系統綜合症(沙士SARS)康復者。擁有英國樸茨茅斯大學榮譽文學學士學位（主修商業管理及市場學)及香港理工大學英國語文專業英語碩士學位。2017年至2019年間曾於中國香港體育協會暨奧林匹克委員會任職香港運動員就業及教育計劃副經理，現為毅加體育策劃有限公司執行總監。

## 學業
- 小學 - 瑪利諾神父教會學校(小學部)
- 中學 - 德雅中學、澳洲Mountains Christian College Blackheath、加拿大海外國際學校
- 大學 - 英國樸茨茅斯大學 - 商業及市場學學士(榮譽)、香港理工大學 - 英國語文專業英語碩士

## 劍擊
陳少珊於中學時初次接觸劍擊，於1993年首次代表香港到美國參加世界青少年劍擊錦標賽(Denver)及於1993年7月到德國Essen參加世界劍擊錦標賽。陳少珊為香港首位全職女劍擊運動員，於1994年開始和何嘉麗、張雪麗及張依妮組成香港女子重劍隊。於1995年及1997年，連續兩屆亞洲劍擊錦標賽奪得女子重劍團體銅牌。於1998年曼谷亞運會後，正式退出香港隊，繼續完成學業。
2003年初，當時在淘大花園居住的陳少珊不幸感染嚴重急性呼吸系統綜合症（沙士）。及後，由於受沙士的後遺症「骨枯」影響，她無法參與運動。直至2012年，才在好友何嘉麗鼓勵下，重新參與劍擊運動，並於2015年首屆亞洲大師劍擊錦標賽中，奪得女子重劍個人及團體兩面金牌；於2017年第三屆亞洲大師劍擊錦標賽中再為港奪得個人女子重劍金牌及團體銀牌；及於2018年第四屆亞洲大師劍擊錦標賽中為港奪得個人女子重劍銀牌、團體金牌及花劍團體銅牌。

## 事業
陳少珊一直從事公關工作，曾任職太古可口可樂公司企業傳訊助理、公關公司客戶經理、酒店市場傳訊總監等職位。陳少珊於2017年加入中國香港體育協會暨奧林匹克委員會，擔任香港運動員就業及教育計劃副經理，現為毅加體育策劃有限公司執行總監。

## 主要成績
- 1992年香港中學校際劍擊賽 - 女子花劍個人金牌及女子重劍個人金牌
- 1994年菲律賓劍擊賽 – 女子重劍團體金牌
- 1994年菲律賓劍擊賽 – 女子花劍團體銀牌
- 1995年亞洲劍擊錦標賽 - 女子重劍團體銅牌
- 1996年泰國公開賽 – 女子重劍團體銅牌
- 1997年中華台北劍擊賽 – 女子重劍團體金牌
- 1997年全中國運動會 – 女子重劍個人前16名及道德風尚獎
- 1997年亞洲劍擊錦標賽 - 女子重劍團體銅牌
- 1998年泰國公開賽 – 女子重劍團體銀牌
- 1998年泰國公開賽 – 女子重劍個人銅牌
- 1998年亞洲運動會(曼谷)– 女子重劍團體前8名
- 2015年第一屆亞洲大師劍擊錦標賽(馬尼拉) - 女子(35-49歲組)重劍個人金牌及女子重劍團體金牌
- 2017年第三屆亞洲大師劍擊錦標賽(曼谷) - 女子(35-49歲組)重劍個人金牌及女子重劍團體銀牌
- 2018年第四屆亞洲大師劍擊錦標賽(和歌山) - 女子(35-49歲組)重劍個人銀牌、女子重劍團體金牌及女子花劍團體銅牌
- 2019年第五屆亞洲大師劍擊錦標賽(台北) - 女子重劍團體金牌